# 주간
주간(周閒, 周簡, ? ~ 기원전 154년)은 전한 초기의 제후로, 개국공신 주정의 아들이다.

## 행기초연금지급대상
고후 4년(기원전 184년), 주정의 뒤를 이어 위기후(魏其侯)에 봉해졌다.
경제 3년(기원전 154년), 반란을 일으켜 주살되고 봉국은 폐지되었다.

## 출전
- 사마천, 《사기》 권18 고조공신후자연표
- 반고, 《한서》 권16 고혜고후문공신표

| 전임 아버지 위기장후 주정 | 전한의 위기후 기원전 183년 ~ 기원전 154년 | 후임 두영 |